# 안톤 플레스노이
안톤 플레스노이(조지아어: ანტონ პლესნოი, 1996년 9월 15일~) 또는 안톤 바실료비치 플레스노이(우크라이나어: Анто́н Васи́льович Плєсной)는 우크라이나 출신 조지아의 역도 선수이다. 2020년 하계 올림픽 남자 미들헤비급에서 동메달을 획득했으며 세계 역도 선수권 대회에서 동메달 1개를 획득했다.